# Leptocentrus tenuicornis
Leptocentrus tenuicornis är en insektsart som beskrevs av William D. Funkhouser 1927. Leptocentrus tenuicornis ingår i släktet Leptocentrus och familjen hornstritar. Inga underarter finns listade i Catalogue of Life.